# Pantomima

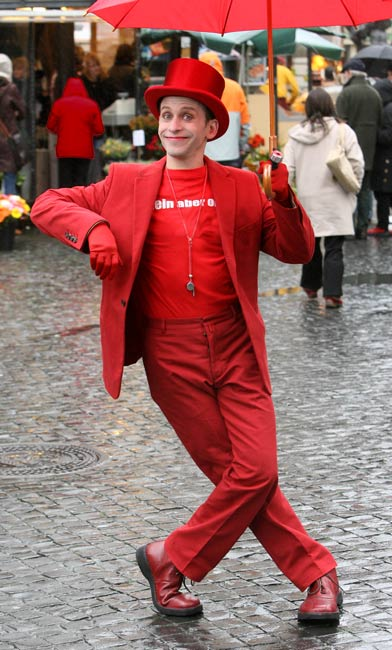
Pantomima: Pablo Zibes

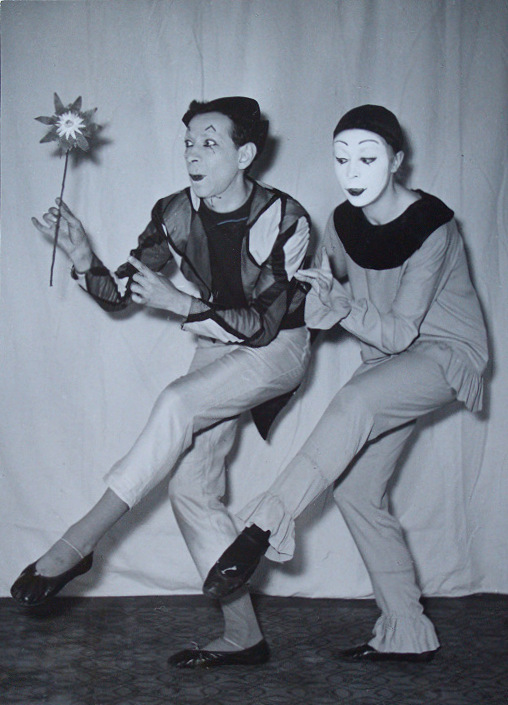
Jean a Brigitte Soubeyranovi v pantomimě „In the Cirkus“

Pantomima (poněkud zastarale němohra) je divadelní způsob vyjádření pomocí mimiky a gestikulace s prvky tance, to vše bez použití hlasu. Herci se nazývají mimové, pantomimové (ženy pantomimičky) nebo pantomimici/pantomimikové (zastarale pantomimisté). Pantomimické prvky přirozeně obsahují také některá díla z éry němého filmu, kdy tehdejší herci také museli řadu věcí vyjadřovat pomocí různých pantomimických gest a pohybů.
Pantomima se stala oblíbenou ve Francii koncem 18. století, nejvýznamnějším evropským mimem tohoto období byl (v českém Kolíně narozený) Jean Baptiste Gaspard Deburau. Známí čeští mimové jsou například Boris Hybner, Bolek Polívka, Ladislav Fialka, Ctibor Turba a Radim Vizváry.
V současné době pantomima na území České republiky prožívá obrození. Po smrti Ladislava Fialky tento divadelní žánr skomíral. Dnes nastupuje „nová“ generace mimů, kteří prezentují takzvanou moderní pantomimu postavenou na klasických mimických prvcích v kombinaci s alternativními divadelními směry (fyzické divadlo, moderní tanec, loutky, práce s dechem a hlasem a jiné.) V současnosti v ČR není stálá scéna mimického divadla, jako tomu bylo za dob Ladislava Fialky (Divadlo Na Zábradlí). Mimičtí herci inscenují na různých scénách, nebo v industriálních prostorách. Viditelnými představiteli české pantomimy jsou dnes například Vojta Švejda, Radim Vizváry, Tomáš Tomsa Legierski a Mirka Čechová (studenti Ctibora Turby a Borise Hybnera).